# Pelastoneurus digitulus
Pelastoneurus digitulus är en tvåvingeart som beskrevs av Becker 1922. Pelastoneurus digitulus ingår i släktet Pelastoneurus och familjen styltflugor.
Artens utbredningsområde är Paraguay. Inga underarter finns listade i Catalogue of Life.